# 에이지 오브 엠파이어 2: 아프리카 왕국
《에이지 오브 엠파이어 2 HD: 아프리카 왕국》(Age of Empires II HD: The African Kingdoms)는 2015년 11월 5일에 발매된 에이지 오브 엠파이어 2의 세 번째 공식 확장팩으로 베르베르인, 말리인, 에티오피아인, 포르투갈인의 문명 4개가 새롭게 추가되었으며, 스팀에서 HD 에디션의 DLC로 구입 가능하며 스팀을 통해 멀티플레이도 지원된다.
대한민국에서는 현재 스팀을 통해서 단독으로 구매할 수 없으며, 에이지 오브 엠파이어 레거시 번들(에이지 오브 엠파이어 2 + 3 합본)을 통해서만 구매가 가능한 상태이다.

## 게임 플레이

### 문명들

#### 추가된 문명들
| Group  | 중동       | 아프리카            | 지중해     |
| ------ | ---------- | ------------------- | ---------- |
| 문명들 | - 베르베르 | - 말리 - 에티오피아 | - 포르투갈 |

### 고유 유닛
새로운 문명 역시 게임의 제3단계에 해당되는 '성주 시대'부터는 '성(城)' 건물에서 고유 유닛을 생산 할 수 있다. 그 목록은 다음과 같다.
| 기병 | 보병                                   | 발사형 무기                                 |
| ---- | -------------------------------------- | ------------------------------------------- |
| 없음 | - 말리: 그베토 - 에티오피아: 쇼텔 전사 | - 베르베르: 낙타 궁사 - 포르투갈: 오르간 건 |

- 그 외에도 특수유닛으로, 베르베르 문명은 '궁사 양성소'에서 '히네테'을 생산할 수 있으며, 포르투갈 문명은 '항구'에서 특수 유닛인 '캐러벨'를 생산할 수 있다.

## 캠페인
현재 4개의 캠페인을 즐길 수 있다.
| 번호  | 캠페인                 | 제목               |
| ----- | ---------------------- | ------------------ |
| 1 - 1 | 타리크 이븐 지야드     | 과달레페 전투      |
| 1 - 2 | 타리크 이븐 지야드     | 합병과 진입        |
| 1 - 3 | 타리크 이븐 지야드     | 분단과 정복        |
| 1 - 4 | 타리크 이븐 지야드     | 피레네 산맥 건너기 |
| 1 - 5 | 타리크 이븐 지야드     | 습격               |
| 2 - 1 | 순자타                 | 사냥감             |
| 2 - 2 | 순자타                 | 스콜피온의 공격    |
| 2 - 3 | 순자타                 | 제르바의 금        |
| 2 - 4 | 순자타                 | 피로 물든 강기슭   |
| 2 - 5 | 순자타                 | 사자의 동굴        |
| 3 - 1 | 프란시스쿠 드 알메이다 | 구세계             |
| 3 - 2 | 프란시스쿠 드 알메이다 | 아프리카의 사자    |
| 3 - 3 | 프란시스쿠 드 알메이다 | 제국의 잔해        |
| 3 - 4 | 프란시스쿠 드 알메이다 | 포르투갈령 인도    |
| 3 - 5 | 프란시스쿠 드 알메이다 | 아들의 피          |
| 4 - 1 | 요디트                 | 망명의 길          |
| 4 - 2 | 요디트                 | 완벽한 상태        |
| 4 - 3 | 요디트                 | 부서진 왕관        |
| 4 - 4 | 요디트                 | 무너진 현판        |
| 4 - 5 | 요디트                 | 귀향과 환영        |